# Campionati europei a squadre di marcia 2023
I Campionati europei a squadre di marcia 2023 (2023 European Race Walking Team Championships) si sono svolti il 21 maggio a Poděbrady, in Repubblica Ceca. Da questa edizione la marcia 35 km ha sostituito la marcia 50 km al maschile.

## Medagliati

### Uomini
| Specialità                      | Oro                                                  | Prestazione | Argento                                              | Prestazione | Bronzo                                                   | Prestazione |
| 20 km                           | Francesco Fortunato                                  | 1h18'59"    | Perseus Karlström                                    | 1h19'27" =  | Massimo Stano                                            | 1h20'07"    |
| 35 km                           | Álvaro Martín                                        | 2h25'35"    | Christopher Linke                                    | 2h27'05"    | Miguel Ángel López                                       | 2h27'33"    |
| 10 km (under 20)                | Diego Giampaolo                                      | 42'16"      | Hayrettin Yildiz                                     | 42'24"      | Pablo Rodriguez Rojas                                    | 42'37"      |
| Gara a squadre 20 km            | Italia Francesco Fortunato Massimo Stano Andrea Cosi | 15 pt.      | Spagna Alberto Amezcua Paul McGrath Diego García     | 16 pt.      | Germania Nils Brembach Leo Köpp Karl Junghannß           | 45 pt.      |
| Gara a squadre 35 km            | Spagna Álvaro Martín Miguel Ángel López Marc Tur     | 12 pt.      | Italia Andrea Agrusti Riccardo Orsoni Stefano Chiesa | 23 pt.      | Germania Christopher Linke Carl Dohmann Nathaniel Seiler | 33 pt.      |
| Gara a squadre 10 km (under 20) | Spagna Pablo Rodriguez Rojas Pablo Postigo Gabarro   | 8 pt.       | Italia Diego Giampaolo Giuseppe Disabato             | 9 pt.       | Germania Frederick Weigel Jassam Abu El Wafa             | 13 pt.      |

### Donne
| Specialità                      | Oro                                                              | Prestazione | Argento                                                  | Prestazione | Bronzo                                                    | Prestazione |
| 20 km                           | Antigónī Ntrismpiōtī                                             | 1h29'17 "   | Antonella Palmisano                                      | 1h29'19"    | Ana Cabecinha                                             | 1h29'35"    |
| 35 km                           | María Pérez                                                      | 2h37'15 "   | Raquel González                                          | 2h45'42"    | Cristina Montesinos                                       | 2h45'58"    |
| 10 km (under 20)                | Giulia Gabriele                                                  | 46'42 "     | Aldara Meilán                                            | 47'45"      | Ana Delahaie                                              | 48'04"      |
| Gara a squadre 20 km            | Italia Antonella Palmisano Valentina Trapletti Alexandrina Mihai | 21 pt.      | Ucraina Ljudmyla Oljanovs'ka Olena Sobchuk Anna Shevchuk | 25 pt.      | Francia Clémence Beretta Pauline Stey Camille Moutard     | 37 pt.      |
| Gara a squadre 35 km            | Spagna María Pérez Raquel González Cristina Montesinos           | 6 pt.       | Italia Federica Curiazzi Nicole Colombi Sara Vitiello    | 25 pt.      | Ucraina Vasylyna Sydorchuk Alina Cvilij Valentyna Naiavko | 30 pt.      |
| Gara a squadre 10 km (under 20) | Spagna Aldara Meilán Griselda Serret                             | 7 pt.       | Italia Giulia Gabriele Giada Traina                      | 8 pt.       | Francia Ana Delahaie Marine Merbitz                       | 20 pt.      |

## Medagliere
Note: Sono incluse le medaglie delle gare under 20.
| Posizione | Paese      | Oro | Argento | Bronzo | Totale |
| --------- | ---------- | --- | ------- | ------ | ------ |
| 1         | Spagna     | 6   | 3       | 3      | 12     |
| 2         | Italia     | 5   | 5       | 1      | 11     |
| 3         | Grecia     | 1   | 0       | 0      | 1      |
| 4         | Germania   | 0   | 1       | 3      | 4      |
| 5         | Ucraina    | 0   | 1       | 1      | 2      |
| 6         | Svezia     | 0   | 1       | 0      | 1      |
| 6         | Turchia    | 0   | 1       | 0      | 1      |
| 8         | Francia    | 0   | 0       | 3      | 3      |
| 9         | Portogallo | 0   | 0       | 1      | 1      |
| Totale    | Totale     | 12  | 12      | 12     | 36     |